# Брястови
Брястови (Ulmaceae) е семейство покритосеменни растения. То включва дървета и храсти, разпространени главно в умерените зони на Северното полукълбо, въпреки че се срещат в откъснати области по целия свят, с изключение на Австралазия.

## Родове
- Ampelocera
- Chaetachme
- Hemiptelea
- Holoptelea
- Phyllostylon
- Planera
- Ulmus – Бряст
- Zelkova – Зелкова

## Галерия
- Зелкова
- Индийски бряст
- Hemiptelea davidii
- Phyllostylon rhamnoides